# Bruce Shanks

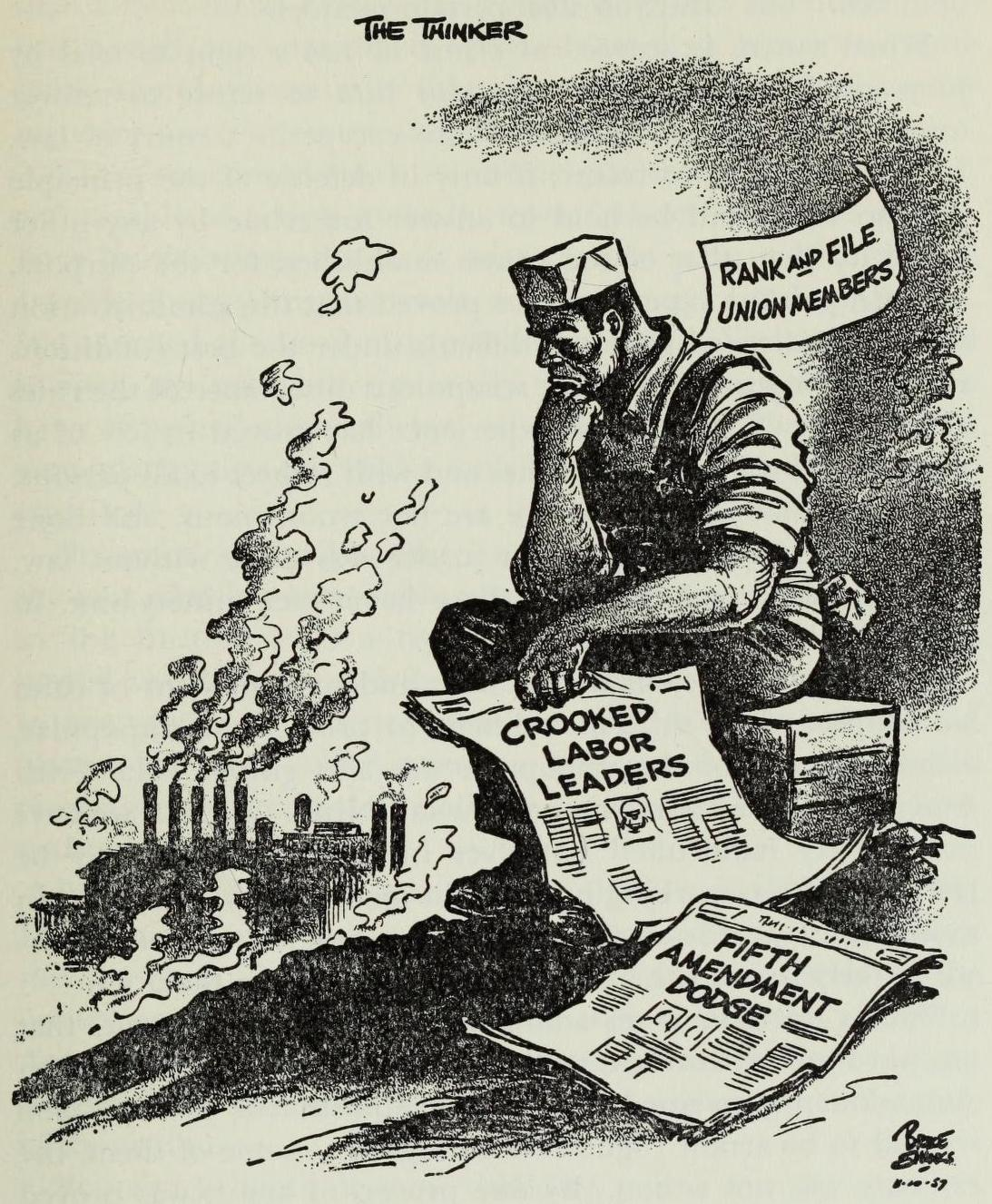
"O pensador" feito por Bruce McKinley.

Bruce McKinley Shanks (29 de janeiro de 1908 - 12 de abril de 1980) foi um cartunista editorial americano que trabalhou para o Buffalo Evening News durante a metade do século XX. Lá, ele ganhou o Prêmio Pulitzer anual de desenho animado editorial para "The Thinker" (10 de agosto de 1957), que mostrava "o dilema da associação sindical quando confrontado por líderes corruptos em alguns sindicatos".
Shanks nasceu em Buffalo, Nova York, filho de George Shanks, dono de uma empresa local de pintura de placas. De 1924 a 1927, ele frequentou a Lafayette High School, onde foi ensinado pela instrutora de arte Elizabeth Weiffenbach, que mais tarde (1936-1939) também influenciou o estilo da artista de capa de ficção científica Kelly Freas. Shanks começou a trabalhar no Buffalo Evening News como garoto-propaganda. Seus primeiros desenhos animados apareceram nas páginas de esportes.
Um personagem criado por Shanks era Olaf Fub, um nome derivado de "Buffalo" escrito para trás. Um desenho de Fub e a frase "Olaf Fub sez ..."continuou a apresentar o comentário dos escritores do Evening News sobre eventos locais, mesmo após a morte de Shanks.
Outro personagem que apareceu com frequência nos desenhos editoriais de Shanks foi John Q. Public. Esse nome foi criado por Vaughn Shoemaker, outro cartunista editorial, e agora é um nome reservado nos Estados Unidos. Os cartuns de Shanks foram amplamente distribuídos por sindicatos nos EUA e no mundo no auge de sua carreira, então ele pode ter contribuído para o estabelecimento do espaço reservado.
Ao lado do Pulitzer, Shanks ganhou oito prêmios da Freedoms Foundation e vários prêmios Page One da American Newspaper Guild.
Durante a Segunda Guerra Mundial, Shanks serviu no exército dos EUA de 1942 a 1945. Ele morreu em Palm Beach, Flórida, em 1980.